# Supercoppa belga 2022 (pallavolo maschile)
La Supercoppa belga 2022, 26ª edizione della Supercoppa nazionale di pallavolo maschile, si è svolta l'8 ottobre 2022: al torneo hanno partecipato due squadre di club belga e la vittoria finale è andata per la decima volta, la terza consecutiva, al Roeselare.

## Formula
La formula ha previsto una gara unica.

## Squadre partecipanti
| Squadra   | Qualificazione                      |
| --------- | ----------------------------------- |
| Roeselare | Vincitrice Liga A 2021-22           |
| VDK Gent  | Vincitrice Coppa del Belgio 2021-22 |

## Torneo
| 8 ottobre 2022 Tomabelhal, Roeselare Durata: 1h:28 - Spettatori: 290 | Roeselare | 3 - 0 | VDK Gent | 25-19, 25-17, 25-15 |